# 李懋檜
李懋檜（1554年—1624年），字克苍，号心湖，明朝政治人物。

## 生平
萬曆四年（1576年）丙子科福建鄉試第八名，萬曆八年（1580年）庚辰科進士。户部觀政，本年知六安州，并著手對當地賦役進行整理，為民稱道。十四年升任刑部員外郎，其上疏陳九事，涉及宮中事，被明神宗忌諱。恰逢给事中邵庶進言稱禁止越職陳言。李懋檜上疏抗爭，惹惱神宗。雖然刘志选勸救，也一同被貶，十五年降為湖广按察司添注经历。
李懋檜在外仍然上疏舉薦赵文毅、并陳述攘邊之計，不被任用。後升凤阳府推官，二十一年升礼部主事，二十三年丁父憂归乡。服除赴京候补时，不获任命，旅食京师3年，乃告归，自是里居者20年。
明神宗晚年念及其忠廉，萬曆四十四年（1616年）啓用為南京兵部主事，李懋桧念母老，乞养归，遂转员外郎，不久母丧丁内艰。
明光宗即位后，录用旧臣，起为礼部郎中，迁光禄寺少卿，转太仆寺少卿，一年三次更改任命，后因繼續痛斥泰昌祚短，忠佞互争，大狱适起，三年不复遷官。
天啓四年（1624年），明熹宗任命他为太常寺卿時，李懋檜已經病逝，时年七十一。
李懋檜生平好交友，邹南皋、姜凤阿、顾锡山、许东阳均為其友。此外其舉薦李长庚、魏说、李若愚、陈所蕴、何庆元、宋之祯，均為一代名臣。

## 家族
曾祖李㫤，曾任知縣；祖父李鎮，曾任王府典膳；父李雲霄，封奉直大夫。母吳氏。

## 延伸阅读
[在维基数据编辑]
 《明史卷二百三十四》，出自《明史》